# بندرو
'بندرو أو بيندرو (بالكردية: پێندرۆ, Pêndro) هي قرية كردية في كردستان العراق، وتقع في محافظة أربيل، بالقرب من الحدود مع تركيا، وهي تقع في حوالي 18 كم شمالا من بارزان، من السكان أكثر من 2540 شخصا وتقع في وسط مزوري بالا واحدة من سبع قبائل بارزان. انها تقع في واد تحيط بها قمم منخفضة وجبل بوتن حوالي أربعة كيلومترات شمال شرق بندرو وأيضا أخدود ساردف حوالي خمسة عشر دقيقة سيرا على الأقدام من الطرف الشمالي للقرية. قرى بنان و شيوي في الشمال، هكاري إلى الشمال الشرقي ، إدلبي و زيتة إلى الشرق ، سيلكى، ستوبيو جيزا  ولات إلى الجنوب ، بنافي و نفكركا إلى الغرب ، ديزو و سبينداره إلى الشمال الغربي. تغطي منطقة بندرو أكثر من 10 کیلو متر مربع . التضاريس الجبلية عالية ، وتقع داخل زاغروس. أقل من ٪10 من بندرو هو أقل من 1225 متر، وأعلى نقطة فيها هي2534 متر. جميع السكان يتحدث المحلية كرمنجي هجات الكردية هي لغتهم الأم، و الكردية الوسطى في شكله هو معيار ل كردستان اللغة الرسمية.

## المناخ
يظهر الجدول التالي التغييرات المناخية على مدار السنة لبندرو:
| البيانات المناخية لـبندرو (2009-2016) | البيانات المناخية لـبندرو (2009-2016) | البيانات المناخية لـبندرو (2009-2016) | البيانات المناخية لـبندرو (2009-2016) | البيانات المناخية لـبندرو (2009-2016) | البيانات المناخية لـبندرو (2009-2016) | البيانات المناخية لـبندرو (2009-2016) | البيانات المناخية لـبندرو (2009-2016) | البيانات المناخية لـبندرو (2009-2016) | البيانات المناخية لـبندرو (2009-2016) | البيانات المناخية لـبندرو (2009-2016) | البيانات المناخية لـبندرو (2009-2016) | البيانات المناخية لـبندرو (2009-2016) | البيانات المناخية لـبندرو (2009-2016) |
| الشهر                                 | يناير                                 | فبراير                                | مارس                                  | أبريل                                 | مايو                                  | يونيو                                 | يوليو                                 | أغسطس                                 | سبتمبر                                | أكتوبر                                | نوفمبر                                | ديسمبر                                | المعدل السنوي                         |
| ------------------------------------- | ------------------------------------- | ------------------------------------- | ------------------------------------- | ------------------------------------- | ------------------------------------- | ------------------------------------- | ------------------------------------- | ------------------------------------- | ------------------------------------- | ------------------------------------- | ------------------------------------- | ------------------------------------- | ------------------------------------- |
| الدرجة القصوى °م (°ف)                 | 13.0 (55.4)                           | 17.0 (62.6)                           | 20.0 (68.0)                           | 27.0 (80.6)                           | 33.0 (91.4)                           | 39.0 (102.2)                          | 44.0 (111.2)                          | 44.0 (111.2)                          | 40.0 (104.0)                          | 31.0 (87.8)                           | 22.0 (71.6)                           | 14.0 (57.2)                           | 44.0 (111.2)                          |
| متوسط درجة الحرارة الكبرى °م (°ف)     | 9.5 (49.1)                            | 12.2 (54.0)                           | 16.2 (61.2)                           | 23.0 (73.4)                           | 29.6 (85.3)                           | 36.7 (98.1)                           | 41.0 (105.8)                          | 40.7 (105.3)                          | 35.2 (95.4)                           | 27.5 (81.5)                           | 18.8 (65.8)                           | 12.2 (54.0)                           | 25.2 (77.4)                           |
| المتوسط اليومي °م (°ف)                | 6.1 (43.0)                            | 8.5 (47.3)                            | 11.7 (53.1)                           | 18.0 (64.4)                           | 25.6 (78.1)                           | 31.7 (89.1)                           | 35.3 (95.5)                           | 34.7 (94.5)                           | 29.1 (84.4)                           | 22.3 (72.1)                           | 14.6 (58.3)                           | 7.1 (44.8)                            | 20.4 (68.7)                           |
| متوسط درجة الحرارة الصغرى °م (°ف)     | 1.8 (35.2)                            | 3.2 (37.8)                            | 5.0 (41.0)                            | 9.5 (49.1)                            | 15.6 (60.1)                           | 21.2 (70.2)                           | 23.6 (74.5)                           | 22.2 (72.0)                           | 17.3 (63.1)                           | 13.5 (56.3)                           | 7.6 (45.7)                            | 3.5 (38.3)                            | 12.0 (53.6)                           |
| أدنى درجة حرارة °م (°ف)               | −9.0 (15.8)                           | −12.0 (10.4)                          | −2 (28)                               | 10.0 (50.0)                           | 14 (57)                               | 20.0 (68.0)                           | 22.0 (71.6)                           | 20.0 (68.0)                           | 14.0 (57.2)                           | 9.0 (48.2)                            | −1.0 (30.2)                           | −5.0 (23.0)                           | −12.0 (10.4)                          |
| معدل هطول الأمطار مم (إنش)            | 155.1 (6.11)                          | 91.0 (3.58)                           | 143.6 (5.65)                          | 89.1 (3.51)                           | 51.0 (2.01)                           | 2.9 (0.11)                            | 1.5 (0.06)                            | 1.3 (0.05)                            | 3.9 (0.15)                            | 53.9 (2.12)                           | 85.0 (3.35)                           | 141.6 (5.57)                          | 819.9 (32.27)                         |
| متوسط تساقط الثلوج سم (إنش)           | 12.0 (4.7)                            | 34.3 (13.5)                           | 16.9 (6.7)                            | 1.0 (0.4)                             | 0.0 (0.0)                             | 0.0 (0.0)                             | 0.0 (0.0)                             | 0.0 (0.0)                             | 0.0 (0.0)                             | 0.0 (0.0)                             | 0.0 (0.0)                             | 7.2 (2.8)                             | 71.4 (28.1)                           |
| متوسط الأيام الممطرة                  | 12.3                                  | 10.5                                  | 14.8                                  | 12.5                                  | 10.7                                  | 3.7                                   | 0.5                                   | 1.5                                   | 2.3                                   | 8.5                                   | 9.8                                   | 11.1                                  | 98.2                                  |
| متوسط الأيام المثلجة                  | 2.2                                   | 3.6                                   | 5.5                                   | 0.9                                   | 0.0                                   | 0.0                                   | 0.0                                   | 0.0                                   | 0.0                                   | 0.0                                   | 0.0                                   | 1.7                                   | 13.9                                  |
| متوسط الرطوبة النسبية (%)             | 64.8                                  | 60.8                                  | 58.8                                  | 51.5                                  | 37.3                                  | 22.8                                  | 18.6                                  | 18.7                                  | 24.7                                  | 36.8                                  | 47.8                                  | 59.2                                  | 41.8                                  |
| المصدر #1: Worldweatheronline         |                                       |                                       |                                       |                                       |                                       |                                       |                                       |                                       |                                       |                                       |                                       |                                       |                                       |
| المصدر #2: Accuweather                |                                       |                                       |                                       |                                       |                                       |                                       |                                       |                                       |                                       |                                       |                                       |                                       |                                       |

## وصلات خارجية
- موقع بندرو نسخة محفوظة 30 مارس 2019 على موقع واي باك مشين.
- محافظة أربيل